# Marthe Gautier
Marthe Gautier (Montenils, 10 september 1925 – Meaux, 30 april 2022) was een Franse arts en onderzoeker, bekend vanwege haar rol in de ontdekking van chromosomale afwijkingen die leiden tot het syndroom van Down.

## Opleiding
Marthe Gautier voelde zich op jonge leeftijd al geroepen tot de kindergeneeskunde. In 1942 verhuisde ze naar Parijs om bij haar zus Paulette te wonen. Die was bijna klaar met haar medische studie en wilde kinderarts worden. Marthe slaagde voor het toelatingsexamen van het "Internat des hôpitaux de Paris " en bracht de daaropvolgende vier jaar door als co-assistente om klinische ervaring op te doen in de kindergeneeskunde .
In 1955 promoveerde ze in de kindercardiologie onder leiding van Robert Debré. Haar proefschrift richtte zich op de studie van de klinische en anatomische pathologie van fatale vormen van reumatische koorts (reumatische endocarditis) als gevolg van een streptokokkeninfectie .
Robert Debré, destijds hoofd van de kindergeneeskunde in Frankrijk, bood Gautier een studiebeurs van een jaar aan Harvard University aan om kennis op te doen in de kindercardiologie. Het doel was tweeledig: Ten eerste de bestreiding van reumatische koorts met penicilline en de behandeling van levensbedreigende hart- en vaatziekten met cortison; ten tweede de oprichting van een afdeling voor diagnostiek en chirurgie van aangeboren hartafwijkingen bij pasgeborenen en jonge kinderen.
Gautier vertrok naar Boston in september 1955. Ze werd vergezeld door Jean Aicardi en Jacques Couvreur, beiden Fulbright-studenten. Zij waren de eerste drie stagiairs van de Hôpitaux de Paris die een beurs voor de VS kregen. Gautier zou opgeleid worden als laboratoriumtechnicus in de techniek van de celkweek. Daarnaast werkte ze als celkweektechnicus om in-vitroculturen van fibroblasten te verkrijgen, beginnend met aortafragmenten.
Na een jaar in Boston keerde Gautier terug naar Parijs. Haar baan op de afdeling kindercardiologie van het Bicêtre-ziekenhuis in Parijs was tijdens haar afwezigheid aan een collega gegeven. Ze hoorde echter dat er een vacature was bij het Trousseau-ziekenhuis, in het team van Raymond Turpin. Turpin richtte zich op polymalformatieve syndromen, waarvan trisomie de meest voorkomende is. Trisomie wordt gekenmerkt door een verstandelijke beperking en morfologische afwijkingen. Turpin dacht dat trisomie een chromosomale oorsprong had, maar hij had er geen bewijs voor. Het was ook moeilijk om onderzoek te doen naar chromosomen want er was in Frankrijk nog geen laboratorium voor celkweek. Men schatte het aantal menselijke chromosomen op 48, maar zonder enige zekerheid. (Het aantal is in werkelijkheid 46)

## Syndroom van Down

### Ontwikkeling van de celkweek
In 1956 vonden biologen van de Universiteit van Lund in Zweden dat mensen precies 46 chromosomen hebben. Turpin had vele jaren eerder het idee geopperd om cellen te kweken om het aantal chromosomen bij trisomie te tellen. Gautier was onlangs toegetreden tot de kindergeneeskundegroep die hij leidde in het Armand-Trousseau Ziekenhuis, en ze stelde voor om het te gaan proberen, aangezien ze in de Verenigde Staten was opgeleid in zowel celkweek- als weefselkleuringstechnieken . Turpin stemde ermee in haar weefselmonsters van patiënten met het syndroom van Down te verstrekken. Met zeer beperkte middelen richtte Gautier het eerste in-vitrocelkweeklaboratorium van Frankrijk op.
Om de chromosomen te tellen, werkte Gautier met fibroblasten afkomstig van bindweefsel, die gemakkelijker te verkrijgen waren onder plaatselijke verdoving. Voor het doen van de celkweek moest ze daarbij veel hindernissen nemen: de omstandigheden waren primitief en er was geen geld voor goed glaswerk. Ze sloot een persoonlijke lening af om laboratoriumglaswerk te kopen en gebruikte soms haar eigen bloed als bron van menselijk serum. Uiteindelijk kreeg ze resultaat: het protocol werkte, met behulp van bindweefsel van een naburige chirurg, afgenomen tijdens geplande ingrepen bij kinderen. Ze gebruikte de "hypotone shock"-methode gevolgd door het drogen van het preparaat na bevestiging om de chromosomen van delende cellen te verspreiden en ze gemakkelijker te kunnen tellen.
Het onderzoek wees uit dat de cellen van normale kinderen 46 chromosomen bevatten (dus niet 48). En in mei 1958 observeerde ze een extra chromosoom in de cellen van een jongen met trisomie, het eerste bewijs van chromosomale afwijkingen bij personen met het syndroom van Down.

### Publicatie van resultaten
Destijds beschikten de laboratoria van het Armand-Trousseau-ziekenhuis niet over een microscoop die in staat was beelden van de preparaten vast te leggen. Gautier vertrouwde haar preparaten toe aan Jérôme Lejeune, een collega-onderzoeker bij het CNRS, die aanbood om foto's te maken in een ander laboratorium dat beter was uitgerust voor deze taak. In augustus 1958 toonden de foto's het extra chromosoom bij patiënten met het syndroom van Down. Lejeune gaf de preparaten echter niet terug, maar meldde de ontdekking in plaats daarvan als zijn eigen ontdekking.
Het laboratorium onderzocht nog meer gevallen en publiceerde in januari 1959 de resultaten in de Proceedings of the Academy of Sciences. Het artikel heeft Lejeune als eerste auteur, Gautier als tweede (haar achternaam verkeerd gespeld als Gauthier) en Turpin als laatste auteur.
Het Turpin-team identificeerde de eerste translocatie en de eerste chromosomale deletie, wat resulteerde in publicaties met Gautier als co-auteur.

### Toeschrijving van de ontdekking
In april 1960 werd de aandoening trisomie 21 genoemd. Vanaf 1970 begon de Lejeune Foundation de ontdekking te promoten als voornamelijk het werk van Lejeune. Gautier beweerde in 2009 dat ze aan de kant was gezet door Turpin en door Lejeune, die de verantwoordelijkheid voor de ontdekking opeiste, ook al was deze gebaseerd op het werk dat zij zelf had geïnitieerd en technisch had geleid. Zich bewust van de manipulatie besloot Gautier trisomie 21 te laten varen en terug te keren naar de zorg voor kinderen die aan cardiopathie leden.
De Jérôme Lejeune stichting stelt dat een brief van Turpin aan Lejeune in oktober 1958 aantoont dat Lejeune, en niet Gautier, het 47e chromosoom heeft geïdentificeerd. De stichting stelt dat er geen bewijs is dat Gautier de ontdekking heeft gedaan.
Op 31 januari 2014 zou Gautier spreken over haar rol in de ontdekking op het zevende tweejaarlijkse congres over menselijke en medische genetica in Bordeaux. Ze zou daar prijs van de Franse Federatie van Menselijke Genetica in ontvangst nemen. De Stichting Jérôme Lejeune kreeg toestemming van het gerechtshof van Bordeaux om deurwaarders te sturen om deze sessie te filmen. Op het laatste moment, bezorgd dat de opname gebruikt zou kunnen worden in juridische procedures, besloten de congresorganisatoren haar presentatie te annuleren. Ze ontving uiteindelijk de prijs tijdens een privé-bijeenkomst.
De ethische commissie van het Inserm heeft in juli 2014 een artikel gepubliceerd waarin de doorslaggevende rol van Marthe Gautier wordt benadrukt. Ze gebruikt de zaak om de internationale regels voor wetenschappelijke publicaties en het vermelden van co-auteurs te verbeteren. De nota stelt dat "de geschiedenis van ontdekkingen niet identiek is aan de geschiedenis van de wetenschap, en dat het proces van kennisvalidatie zeer verschillend blijft... Aangezien de ontdekking van trisomie onmogelijk zou zijn geweest zonder de verplichte bijdragen van Raymond Turpin en Marthe Gautier, is het betreurenswaardig dat hun namen niet systematisch aan deze ontdekking zijn gekoppeld, zowel in termen van communicatie als bij de toekenning van diverse prijzen en onderscheidingen."
Marthe Gautier werd benoemd tot Officier in het Franse Legioen van Eer en werd op 16 september 2014 gedecoreerd. Marthe Gautier heeft deze onderscheiding in het verleden twee keer afgewezen alvorens ermee in te stemmen "uit verontwaardiging over de onbeschaamdheid van de Stichting Lejeune".
Op 15 november 2018 werd Gautier bevorderd tot Commandeur in de Nationale Orde van Verdienste.
- Bibliothèque nationale de France: cb13541833p (data)
- Gemeinsame Normdatei: 1256628972
- International Standard Name Identifier: 0000 0000 0650 9570
- SNAC: w6cm3zdj
- Système universitaire de documentation: 050730002
- Virtual International Authority File: 173742
- WorldCat: E39PBJB8rYJhPcTy3qyDxFTrbd